# Agenzia Nazionale Stampa Associata

Logotyp för ANSA (Agenzia Nazionale Stampa Associata).

Agenzia Nazionale Stampa Associata (Ansa) är en italiensk icke-vinstinriktad, kooperativt ägd nyhetsbyrå, som drivs av ett 30-tal nyhetshus. Ansa är den dominerande nyhetsbyrån i Italien.
Nyhetsbyrån, som har sitt huvudkontor i Rom, bildades 1945. Chefredaktör sedan 2006 är Giampiero Gramaglia.